# CV-95
La CV-95 es una carretera autonómica valenciana que une las poblaciones de Orihuela y Torrevieja. Inicia su recorrido en la población de Orihuela y finaliza en el enlace con la N-332 junto a Torrevieja. Pertenece a la Red Autonómica de Carreteras de la Comunidad Valenciana.

## Nomenclatura

Indicador

La CV-95 pertenece a la red de carreteras de la Generalidad Valenciana. Su nombre viene de la CV (que indica que es una carretera autonómica de la Comunidad Valenciana) y el 95, es el número que recibe dicha carretera, según el orden de nomenclaturas de las carreteras de la Comunidad Valenciana.

## Historia
La CV-95 sustituye a las anteriores carreteras C-3323 que unía Orihuela y Rojales, la carretera provincial A-332 que unía Bigastro con San Miguel de Salinas y la A-351 que unía San Miguel de Salinas con Torrevieja.
En la actualidad, se encuentra pendiente del inicio de las obras de la Autovía CV-95. Su trazado sigue por el mismo corredor de la carretera actual, si bien se ejecutará totalmente en variante, hasta el enlace de la actual CV-95 con la autopista AP-7, en "Los Balcones". Torrevieja.
El proyecto básico fue aprobado en el año 2007, siendo adjudicada la concesión para la ejecución y posterior explotación mediante el sistema de "peaje en sombra", a la concesionaria formada por las empresas Rover-Alcisa, Torrescámara, Lubasa y CYES. Sin embargo, dificultades financieras y de tipo técnico, están impidiendo al día de la fecha la aprobación del proyecto de construcción y posterior inicio de las obras.

## Recorrido
La CV-95 es una carretera autonómica, inicia su recorrido en la población de Orihuela, a continuación pasa por las localidades de Bigastro y San Miguel de Salinas y finaliza su recorrido enlazando con la N-332 en Torrevieja. Se trata de un eje vial que comunica Orihuela con la costa.
- Datos: Q5405224